# Скибинські дуби
Скиби́нські дуби́ — ботанічна пам'ятка природи місцевого значення в Україні. Розташована в межах Лубенського району Полтавської області, в селі Скибинці. 
Площа 1,5 га. Статус присвоєно згідно з рішенням облради від 07.12.2011 року. Перебуває у віданні: Куріньківська сільська рада. 
Статус присвоєно для збереження 7 вікових дерев дуба звичайного віком 350—450 років. Обхват стовбурів від 3,2 до 4,2 метрів. Скибинські дуби — це залишки природної діброви, яка існувала тут до появи села.

## Галерея

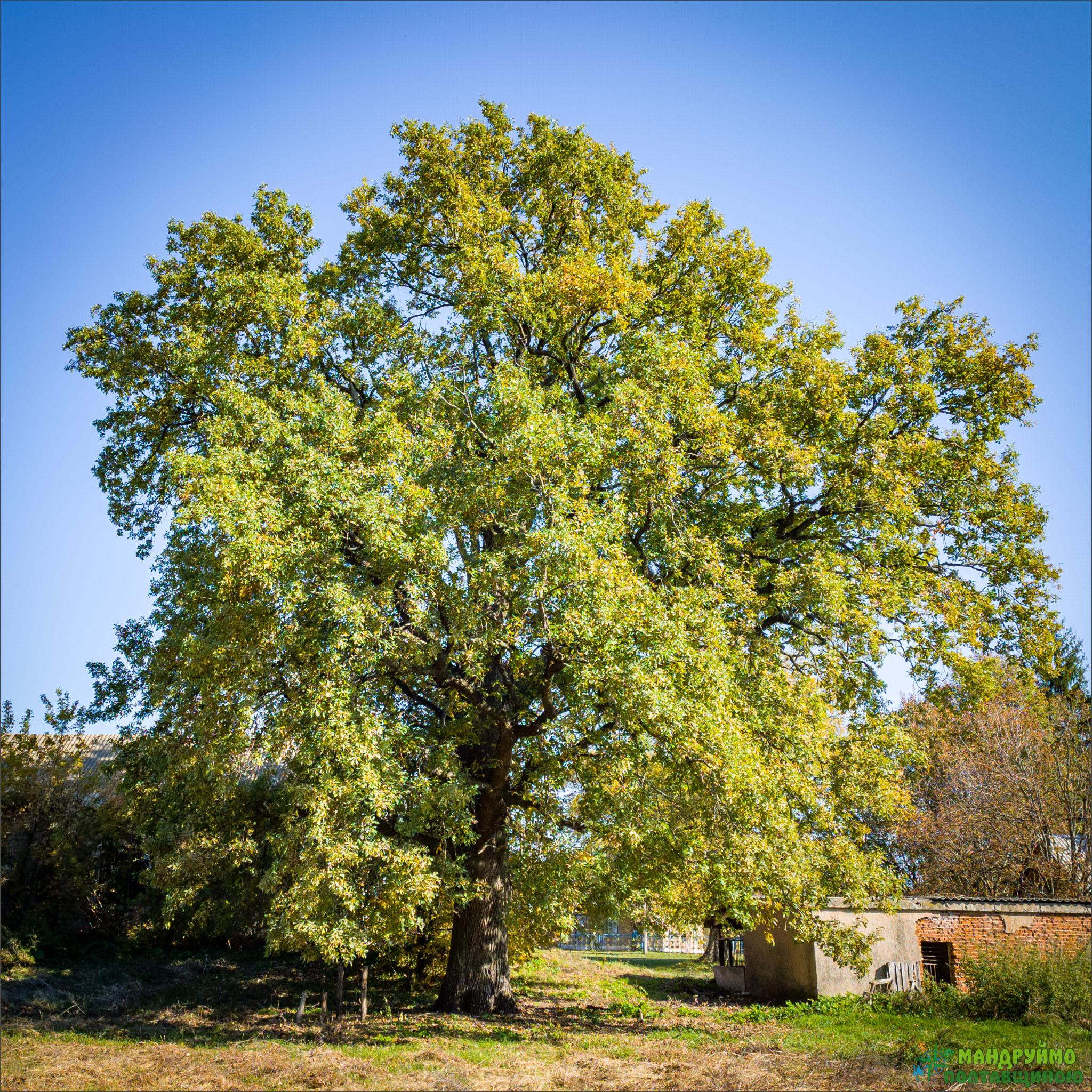
Дуб 1
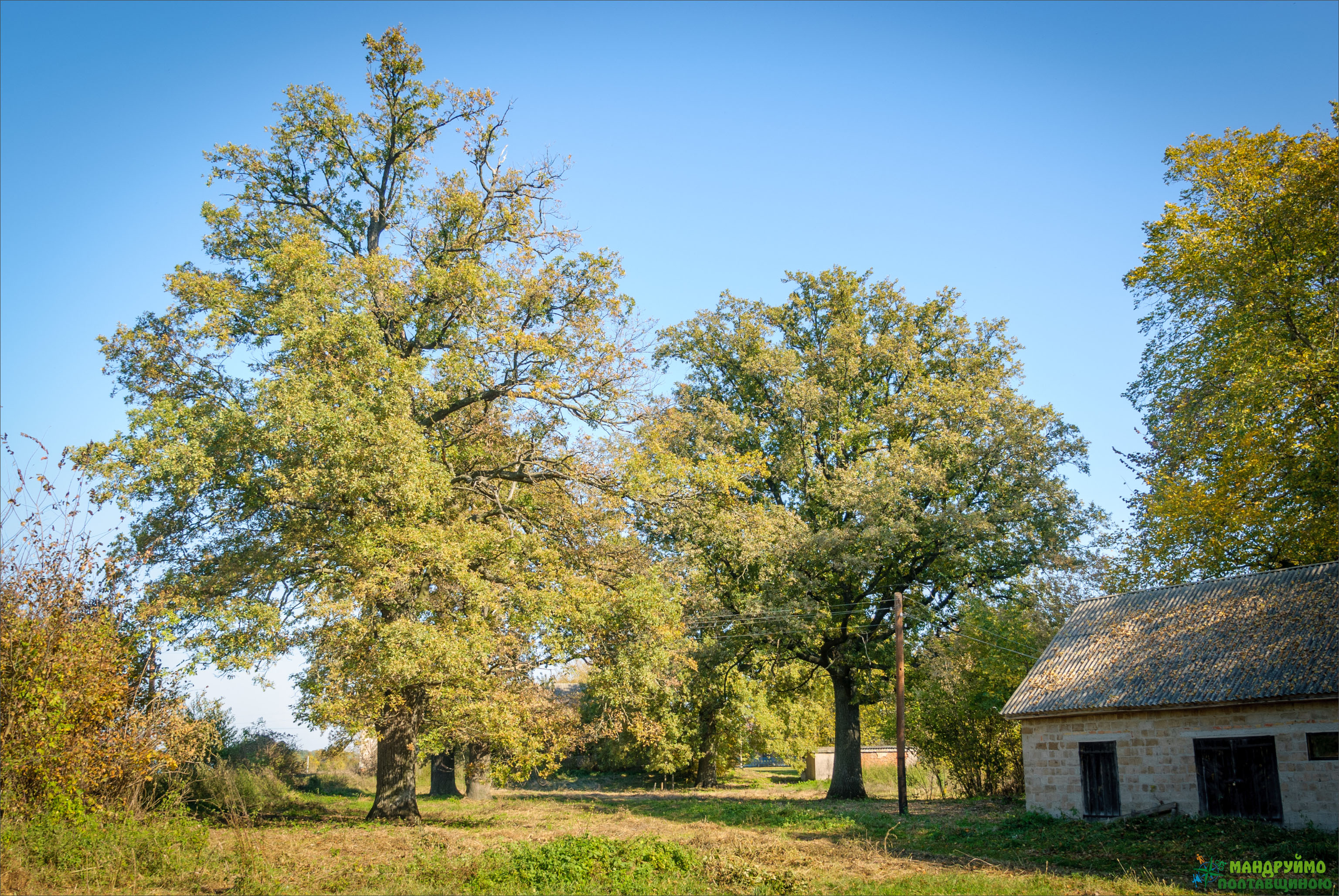
Дуб 2
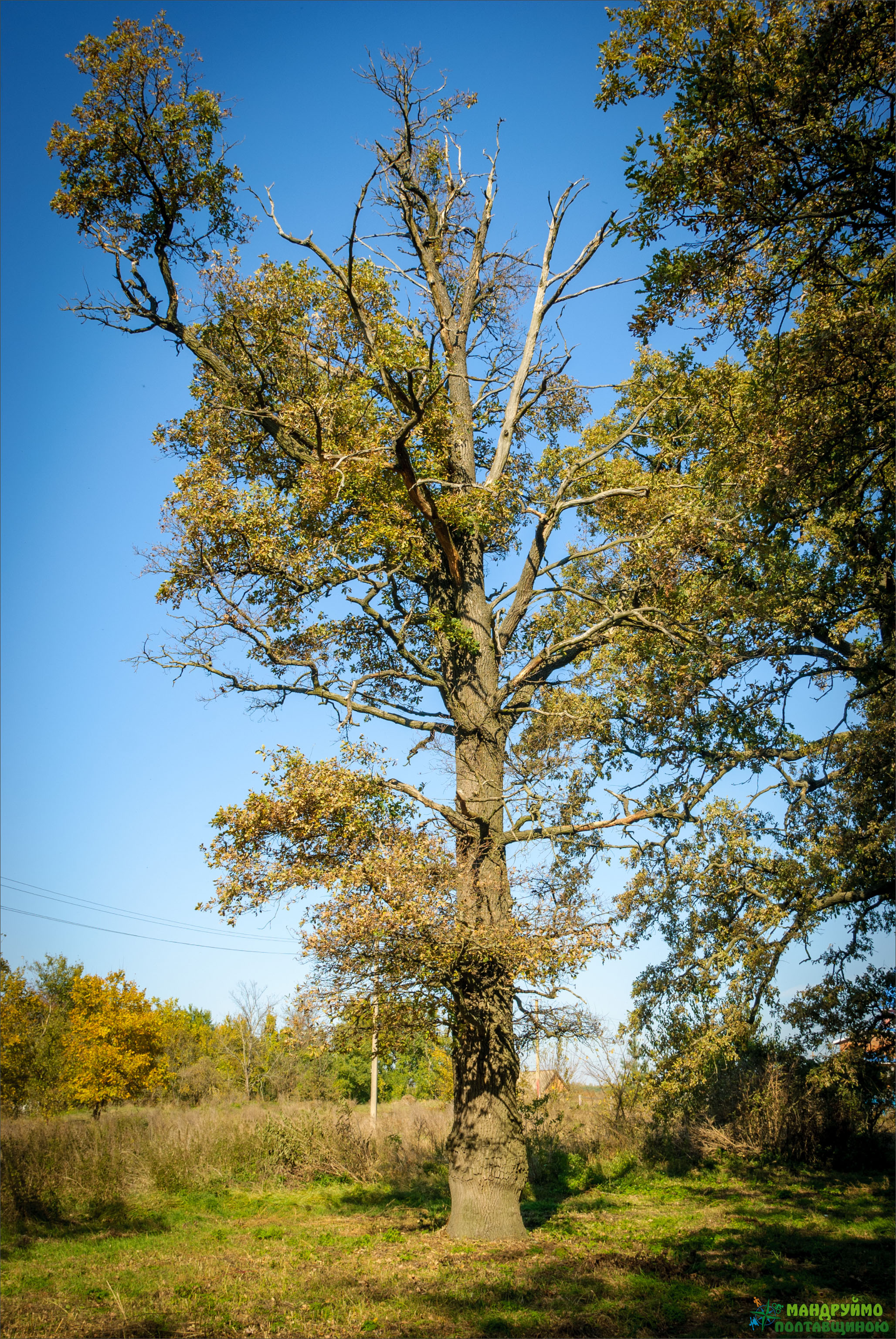
Дуб 3
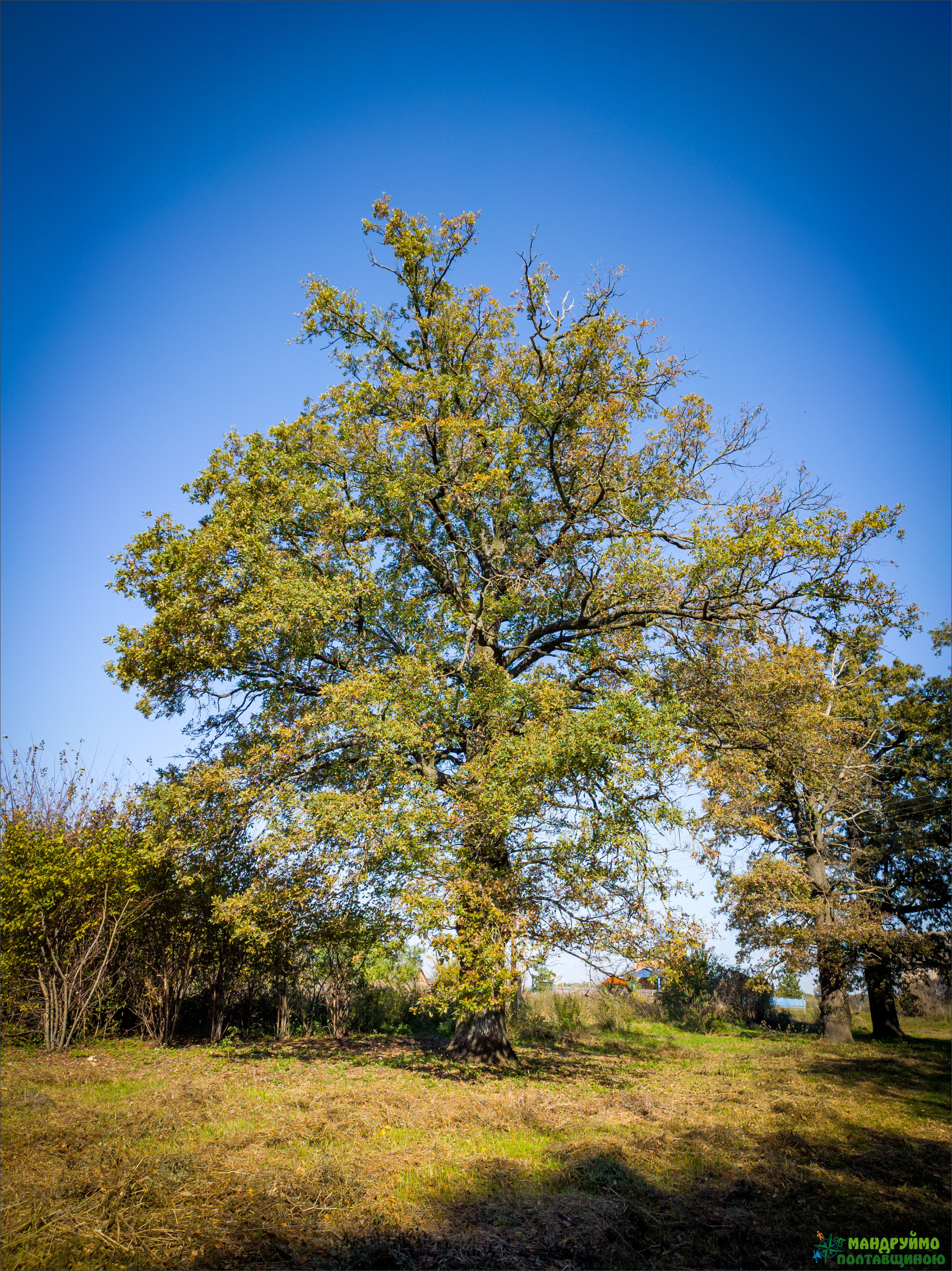
Дуб 4
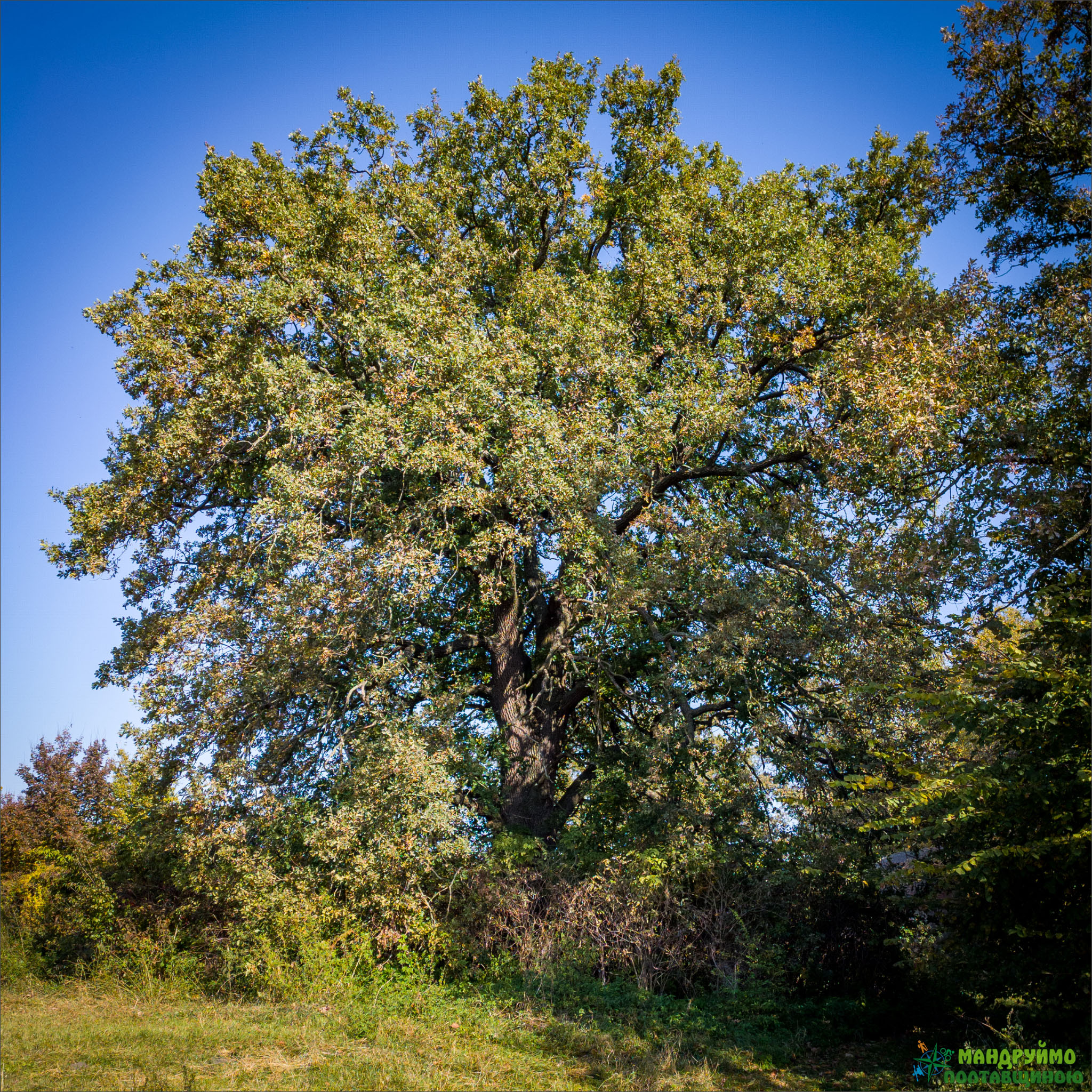
Дуб 5
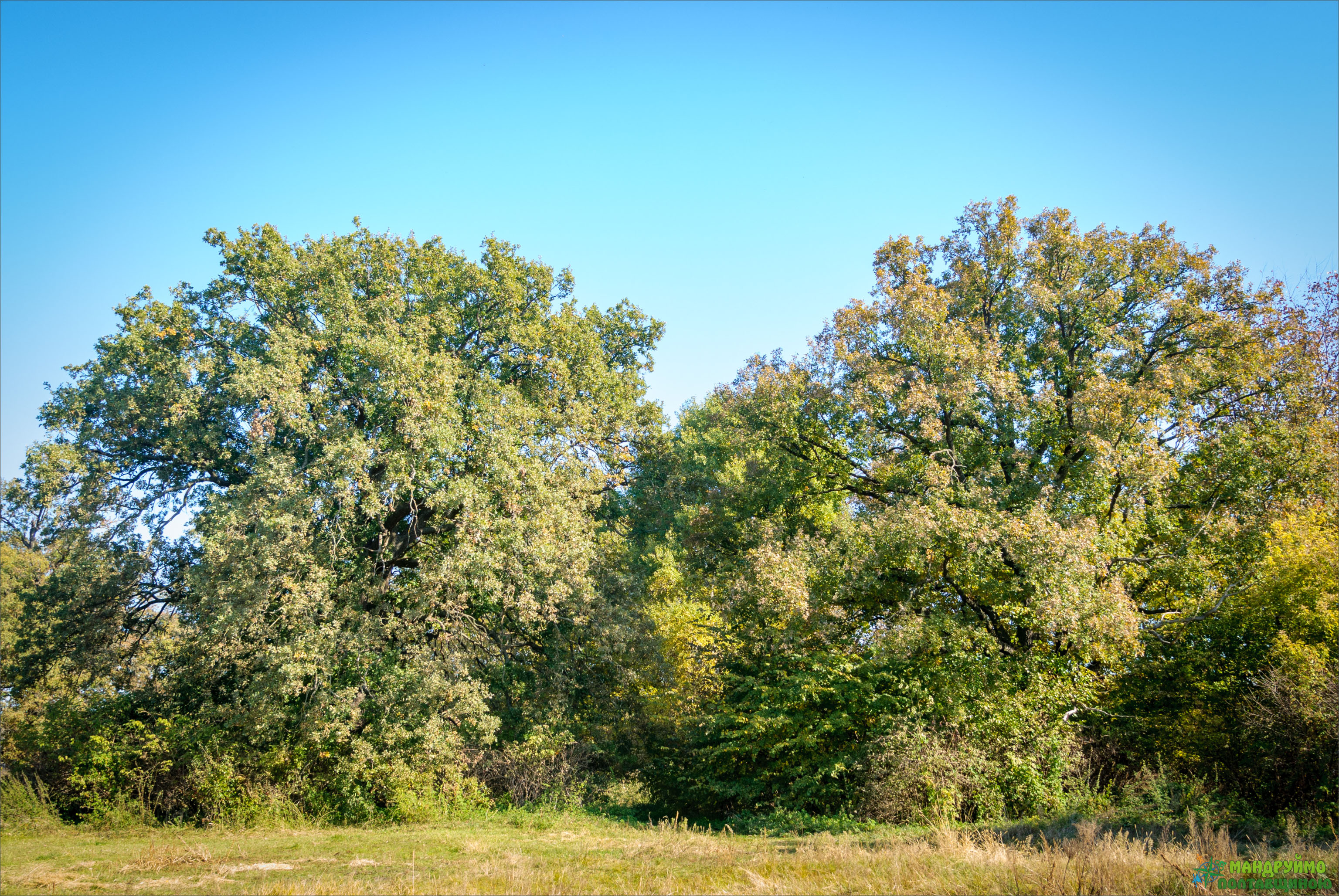
Дуб 6
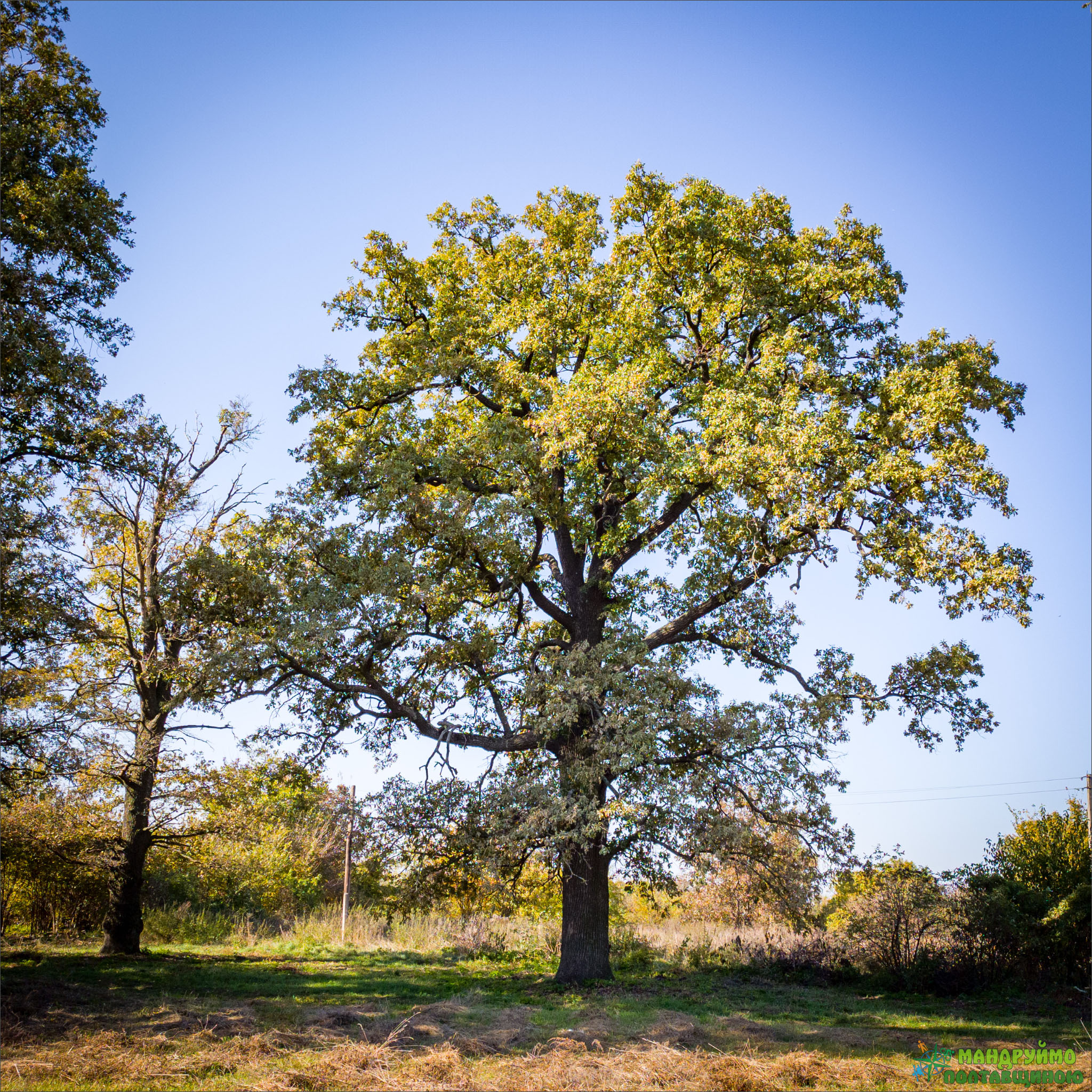
Дуб 7